# Afdrift (sejlads)
 For alternative betydninger, se Afdrift. (Se også artikler, som begynder med Afdrift)
Afdrift er vindens påvirkning af et skibs styrede kurs. Vinklen mellem den styrede kurs og den sejlede kurs kaldes afdrift.
| Vandsport/vandtransport | Spire Denne vandsports- eller vandtransportsartikel er en spire som bør udbygges. Du er velkommen til at hjælpe Wikipedia ved at udvide den. |